# Belvì
Belvì es una comunidad italiana de 741 habitantes situada en la provincia de Nuoro, Cerdeña. Se encuentra a 80 km al norte de Cagliari y unos 40 km al suroeste de Nuoro.
Según datos al 31 de diciembre de 2004, tiene 739 habitantes y 18'1 km² de área.
2.
Belvì es bordeada por las localidades de: Aritzo, Atzara, Desulo, Meana Sardo, Sorgono, Tonara.

## Evolución demográfica
| Gráfica de evolución demográfica de Belvì entre 1861 y 2001 |
|                                                             |
| Fuente ISTAT - elaboración gráfica de Wikipedia             |